# سانت جونستون
نادي سانت جونستون لكرة القدم (بالإنجليزية: St. Johnstone Football Club)‏ نادي كرة قدم اسكتلندي يلعب في دوري الدرجة الممتازة . تم تأسيس النادي في سنة 1884 .